# Майер, Вивиан
Вивиа́н Ма́йер, Вивье́н Ма́йер (англ. Vivian Maier; 1 февраля 1926, Нью-Йорк — 21 апреля 2009, Чикаго) — американская фотохудожница, работавшая в жанре уличной фотографии. При жизни была неизвестна как фотограф, а её фотоархив был обнаружен случайно на распродаже.

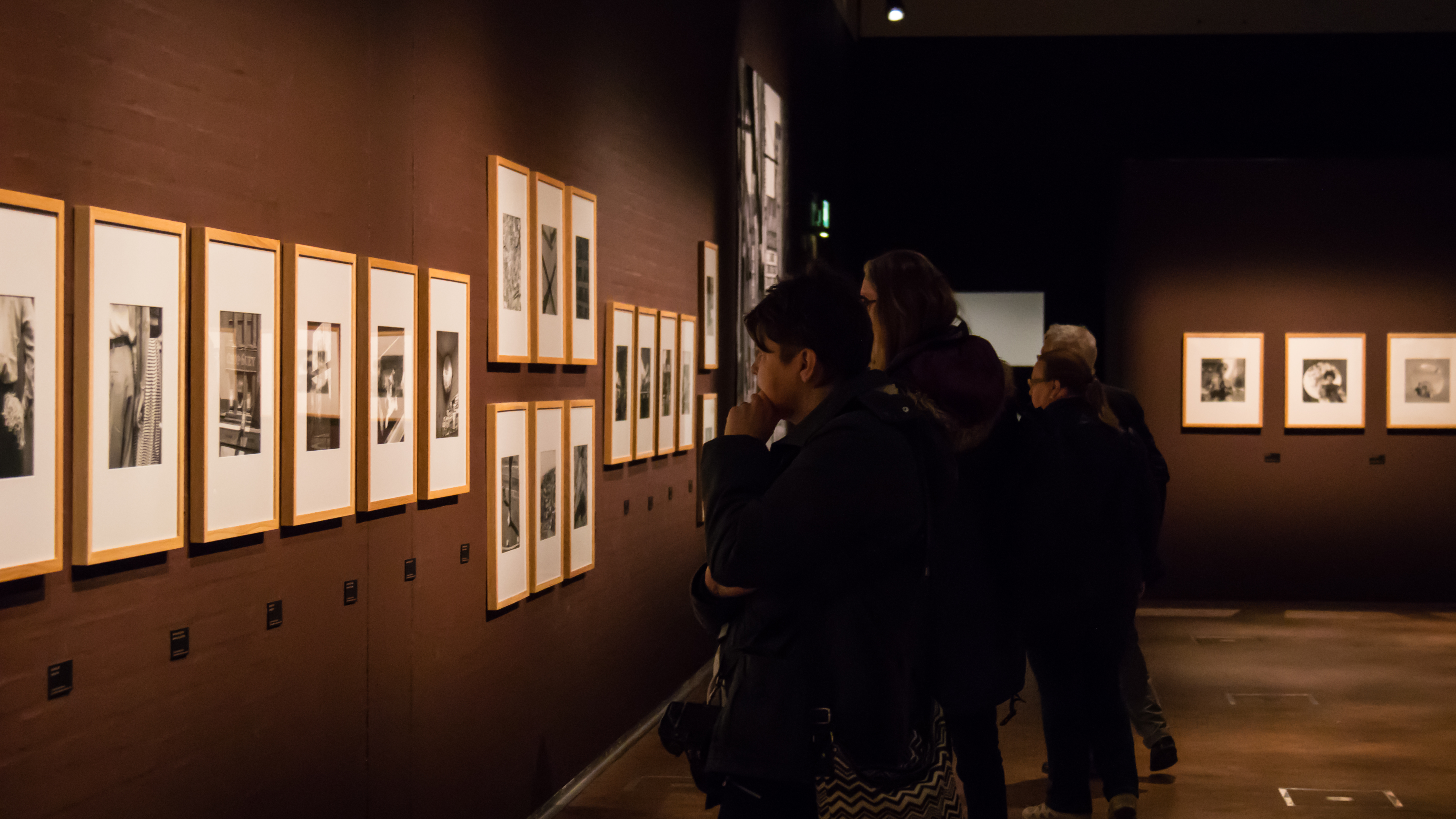
Vivian Maier, Dunkers Kulturhus 2016.

## Открытие Вивиан Майер
При жизни Вивиан не заботилась о публикации своих фотографий, но тем не менее тщательно хранила свои работы и систематизировала архив. Причины отказа от каких-либо контактов с галереями и издателями неясны, и считается, что сам автор не придавал им принципиального значения или такие попытки оказались неудачными. Некоторые исследователи высказывают предположения о возможном влиянии социальных и гендерных барьеров американского общества той эпохи на профессиональную самореализацию Майер.
Имя фотографа неожиданно открыл бывший риэлтор Джон Малуф (англ. John Maloof), который в 2007 году купил коробки с негативами на аукционе, где они были выставлены на продажу из-за неуплаты за услуги хранилища. Несколько коробок были куплены Роном Слаттери и Рэнди Проу, однако основная часть архива досталась Малуфу, включая от 100 до 150 тысяч негативов, частично непроявленных, и около 3000 фотоотпечатков. Кроме того, коллекция содержит любительские кинофильмы на 8-мм и 16-мм киноплёнке, а также большое количество уличных интервью, записанных на магнитофон.
Первая публикация найденных фотографий состоялась в июле 2009 года в персональном блоге Слаттери, не удостоившись внимания общественности. Известность имя Вивиан Майер впервые получило в октябре того же года после размещения её снимков на фотохостинге Flickr Малуфом. Постепенно он выкупил на том же аукционе у других продавцов оставшиеся части коллекции, завладев практически 90 % фотографий Майер и правами на их публикацию. В скором времени Малуф организовал её выставки в странах Европы, Азии и Америки. В 2011 году издан первый фотоальбом «Вивиан Майер: уличный фотограф» (англ. Vivian Mayer: Street Photographer), а ещё через год увидела свет книга «Вивиан Майер: вне тени» (англ. Vivian Mayer: Out of Shadows). В 2010 году коллекционер Джеффри Голдштейн (англ. Jeffrey Goldstein) выкупил часть архива Майер, доставшуюся на первых аукционах Рэнди Проу, а затем перепродал её галерее Стефана Балгера в Торонто.
В июне 2014 года адвокат и бывший фотограф-фрилансер Дэвид Дил (англ. David C. Deal) подал иск о защите прав возможных наследников Вивиан Майер, требуя прекратить коммерческое использование её негативов. Одной из причин стала информация о двоюродном брате фотохудожницы, проживающем во Франции, и по американским законам обладающем правами на её произведения. Иск апеллирует к положению закона, разделяющему принадлежность прав собственности на купленное имущество и авторское право, согласно которому Малуф получает прибыль от публикации фотографий незаконно. Известно, что нынешний владелец фотоархива за несколько лет до этого выкупал права у европейской двоюродной сестры Майер Сильвии Жоссен, но Дил считает, что Франс Бэлль, обнаруженный им в городе Гап, состоит с ней в более близком родстве.

## Биография
Биография Майер мало изучена, поскольку родственников, знавших её при жизни, найти не удалось, а в архивах информация практически отсутствует. Большинство фактов установлено благодаря свидетельствам воспитанников Майер и по её запискам и платёжным документам, доставшимся Малуфу вместе с фотоколлекцией. Известно, что она родилась 1 февраля 1926 года в Нью-Йорке у отца-австрийца Шарля Майера (англ. Charles Maier) и матери-француженки Мари Жоссен (фр. Maria Jaussaud Justin). Детские годы Вивиан провела в переездах между Францией и США, постоянно живя с матерью в альпийской деревне Сен-Бонне-ан-Шансор. Родители Майер разошлись в 1930 году, и в американские периоды своей жизни Мари Жоссен жила вместе с подругой Жанной Бертран, профессиональным фотографом, у которой, по всей вероятности, Вивиан и брала уроки фотографии. В 1935 году мать с дочерью поселились в деревне Сен-Жюльен-ан-Шансор и незадолго до 1940 года вновь переехали в Нью-Йорк, где Чарльз Майер работал инженером-котельщиком. Обстоятельства жизни семьи во время Второй мировой войны практически неизвестны, но эти годы Вивиан провела во Франции.
Окончательно обосновавшись в США в 1951 году, Майер поступила на работу в кондитерский магазин, а через пять лет перебралась в Чикаго, где на протяжении 40 лет трудилась няней или сиделкой. Первые 17 лет в качестве воспитателя она провела в двух состоятельных семьях: Гинзбургов (1956—1972) и Рэймондов (1967—1973). Восемь месяцев прошли в семье известного телеведущего Фила Донахью. Гуляя с детьми по городу целыми днями, Майер постоянно фотографировала уличную жизнь, никому не показывая готовые фотографии. Благодаря такому образу жизни фотохудожница получила у городских жителей прозвище «Мэри Поппинс с камерой». Первые снимки Майер, судя по всему, сделала ещё во Франции на рубеже 1940—1950-х годов. В США она обзавелась зеркальным фотоаппаратом «Rolleiflex», которым снимала социальные сюжеты об обитателях бедных районов. Критики отмечают профессионализм Майер в технике съёмки и выборе сюжета, а также то, что ей удавалось приблизиться к своим персонажам вплотную. По стилю фотографии Майер считаются близкими к работам таких мастеров, как Роберт Франк, Ли Фридлендер и Виджи.
Английский язык не был ей родным, и она осваивала его, посещая театральные постановки. Известно, что в 1959—1960 годах Майер в одиночку предприняла ряд путешествий, посетив, в частности, Египет, Таиланд, Тайвань, Вьетнам, Францию, Италию, Индонезию. Вероятно, это было связано с получением средств от продажи французской фермы. Незадолго до смерти Майер семья Гинзбургов, никогда не порывавшая связи со своей няней, купила для неё небольшую квартиру в хорошем районе. Последний год её жизни, после полученной на улице от падения на льду травмы головы, прошёл в доме престарелых, где она и скончалась 21 апреля 2009 года.
По политическим убеждениям была социалисткой, а по мировоззрению феминисткой, отстаивая право женщин на самореализацию.

## Выставки в России
- Загадка Вивьен Майер, 2013, Центр фотографии имени братьев Люмьер, Москва[14].

## Документальные фильмы о Вивиан Майер
- В поисках Вивиан Майер (Finding Vivian Maier) (2013), режиссёры Джон Малуф и Чарли Сискел — номинация на премии Оскар и BAFTA[15].